# Presshaus
Presshaus (auch Kelterhaus oder Trotte) bezeichnet im Weinbau ein Bauwerk, in welchem der Gärbottich und die Weinpresse („Kelter“, auch „Torkel“ oder „Trotte“) untergebracht ist. Meistens liegt das Presshaus knapp unter dem Erdniveau und unmittelbar vor dem Lagerkeller, mit dem es durch den „Kellerhals“ verbunden ist.

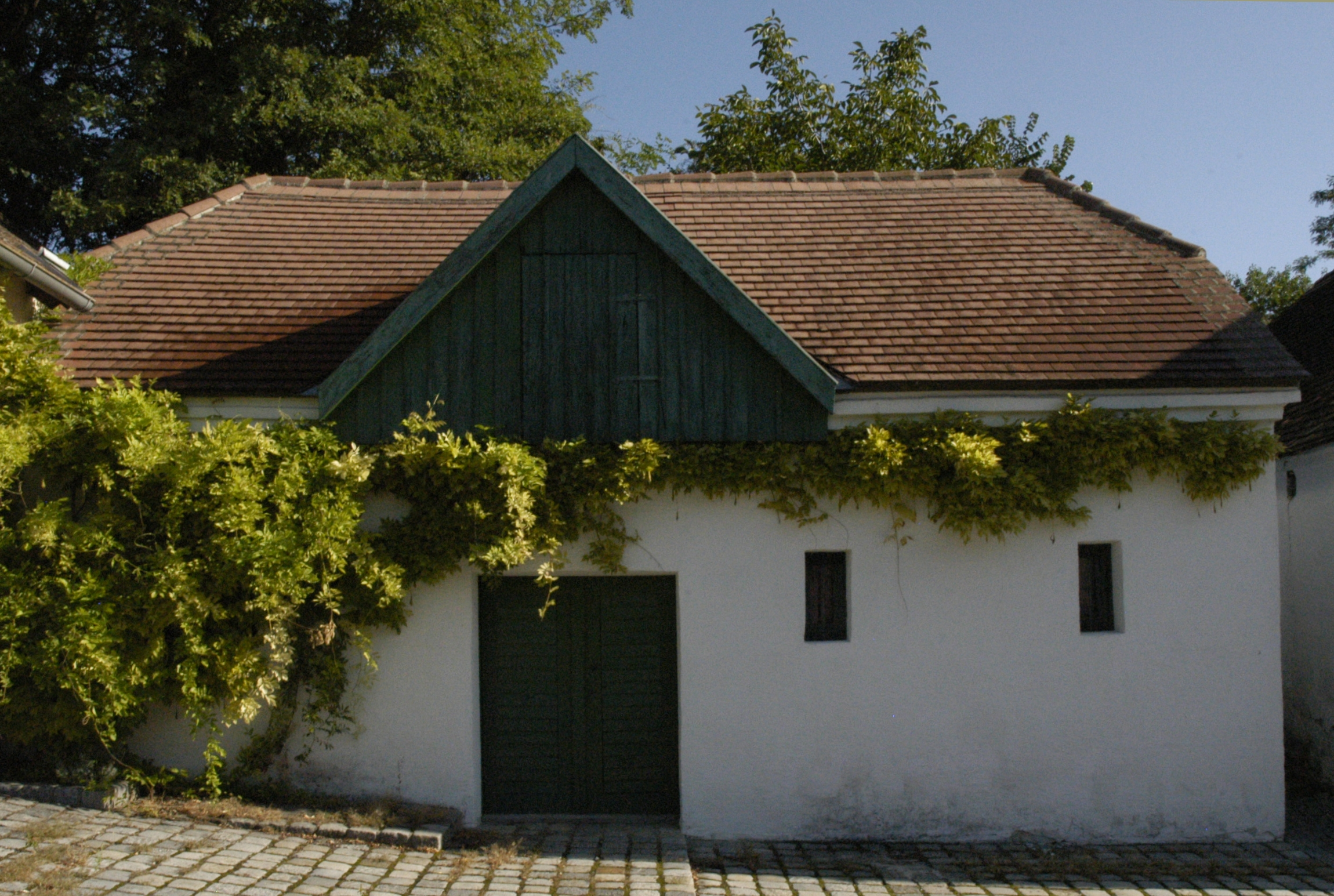
Presshaus in Mailberg unter Denkmalschutz

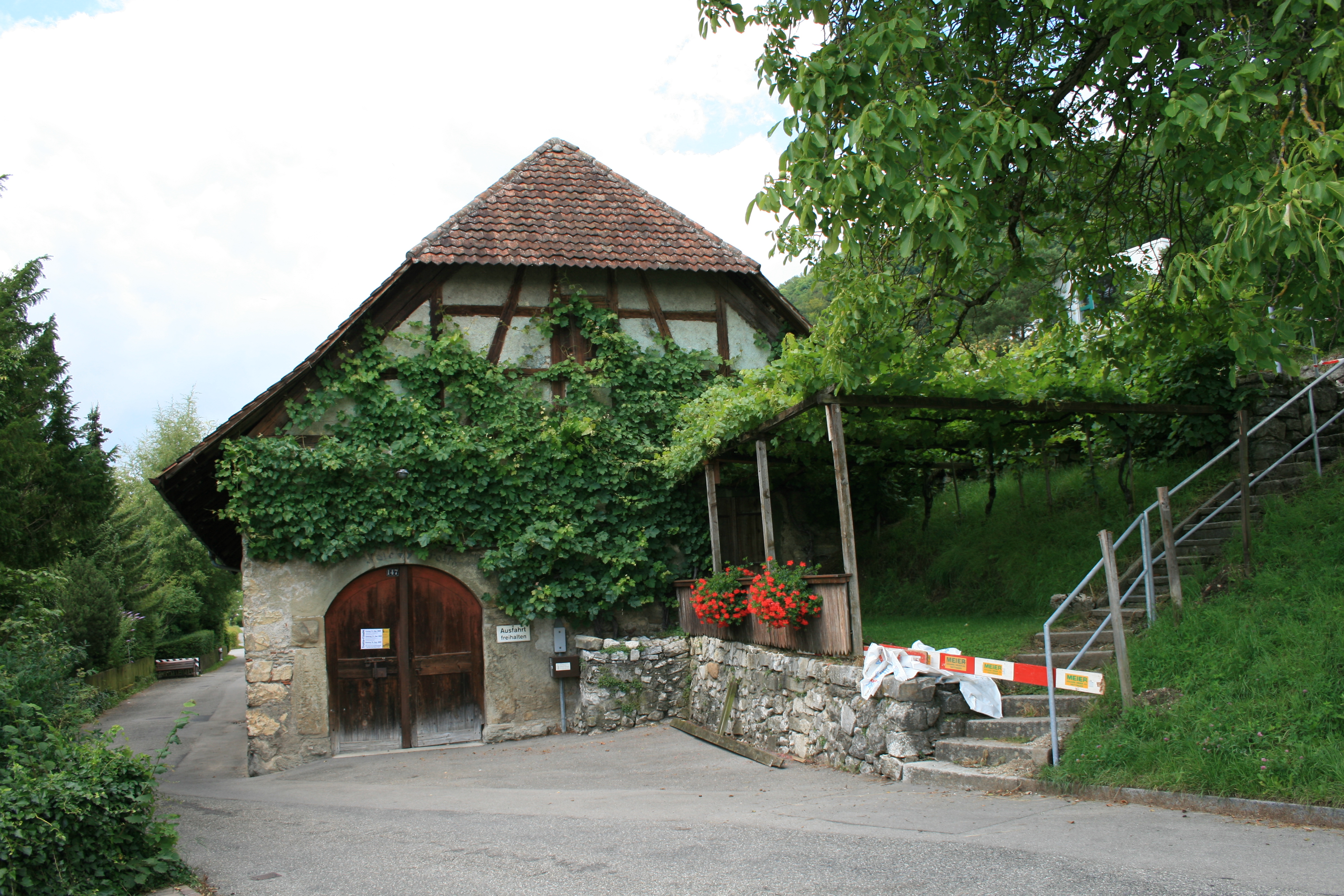
Die Rote Trotte in Wettingen

Das Presshaus hat an der Straßenfront neben dem Eingangsportal eine weitere große Maueröffnung (im Weinviertel als „Geittür“ bezeichnet), durch die das Lesegut abgeladen und in das Presshaus eingebracht wird. Unter dieser Maueröffnung befindet sich im Inneren des Presshauses ein großes steinernes Becken, das der Aufnahme der angelieferten Trauben und dem Maischen gedient hat. Moderne Lesewagen übernehmen das Maischen bereits während des Transportes des Lesegutes zum Presshaus, sodass schon fertige Maische angeliefert und in das Becken gepumpt wird.
Im Weinviertel (der nordöstliche Teil Niederösterreichs) und den angrenzenden Gebieten in Tschechien sowie im Burgenland und dem Grenzgebiet in Ungarn stehen meistens alle Presshäuser des Ortes in einer Kellergasse außerhalb des verbauten Ortsgebietes. Wo sie für ihre eigentliche Funktion, die Vinifizierung, nicht mehr benötigt werden, sind sie oft als Wohn- und/oder Freizeiteinrichtungen adaptiert.